# Gouvernement de la RDA de 1963-1967
 (novembre 2024).
Si vous disposez d'ouvrages ou d'articles de référence ou si vous connaissez des sites web de qualité traitant du thème abordé ici, merci de compléter l'article en donnant les références utiles à sa vérifiabilité et en les liant à la section « Notes et références ».
RDA
1958-1963 1967-1971
Le quatrième gouvernement de la République démocratique allemande (RDA) dure du 14 novembre 1963 au 14 juillet 1967.

## Composition[1]
| Ministère                                                                                              | Nom | Parti                                 | Secrétaire d'État                                                             | Parti |
| --- | --- | ------------------------------------- | ----------------------------------------------------------------------------- | ----- |
| Ministre-président                                                                                     | Otto Grotewohl (décédé le 21 septembre 1964) Willi Stoph (à partir du 24 septembre 1964) | SED                                   |                                                                               |       |
| Premier vice-ministre-président                                                                        | Willi Stoph (jusqu'au 24 septembre 1964) | SED                                   |                                                                               |       |
| Vice-ministre-président                                                                                | Alexander Abusch Erich Apel (décédé le 3 décembre 1965) Lothar Bolz Paul Scholz Max Sefrin Margarete Wittkowski Max Suhrbier (jusqu'au 23 décembre 1965) Kurt Wünsche (à partir du 23 décembre 1965) Bruno Leuschner (décédé le 10 février 1965) Kurt Seibt (du 4 juin 1964 au 23 décembre 1965) Wolfgang Rauchfuß (de) (à partir du 23 décembre 1965) Julius Balkow (à partir du 25 mai 1965) Alfred Neumann (à partir du 25 mai 1965) Gerhard Weiss (de) (à partir du 25 mars 1965) | SED SED NDPD DBD CDU SED LDPD SED SED |                                                                               |       |
| Affaires étrangères                                                                                    | Lothar Bolz (jusqu'au 29 juin 1965) Otto Winzer | NDPD SED                              | Otto Winzer (jusqu'au 29 juin 1965) Günther Kohrt                             | SED   |
| Intérieur                                                                                              | Friedrich Dickel | SED                                   |                                                                               |       |
| Défense                                                                                                | Heinz Hoffmann | SED                                   |                                                                               |       |
| Finances                                                                                               | Willy Rumpf (jusqu'au 12 décembre 1966) Siegfried Böhm | SED                                   | Horst Kaminsky (de) (à partir de 1964)                                        | SED   |
| Président de la Banque d'État                                                                          | Rudolf Wetzel Helmuth Dietrich per Ministerratsbeschluß ab 18. Juni 1964 | SED                                   |                                                                               |       |
| Éducation                                                                                              | Margot Honecker | SED                                   |                                                                               |       |
| Culture                                                                                                | Hans Bentzien (jusqu'au 12 janvier 1966) Klaus Gysi | SED                                   | Erich Wendt (décédé le 8 mai 1965) Horst Brasch                               | SED   |
| Président de la Commission de Planification                                                            | Erich Apel (décédé le 3 décembre 1965) Gerhard Schürer | SED                                   | Günther Kleiber (à partir de 1966)                                            | SED   |
| Premier vice-président de la Commission de Planification                                               | Karl Grünheid (de) Gerhard Schürer (jusqu'au 23 décembre 1965) Helmut Lilie | SED                                   |                                                                               |       |
| Vice-président de la Commission de Planification (jusqu'au 23 décembre 1965)                           | Alfred Neumann | SED                                   |                                                                               |       |
| Erster Stellvertretender Vorsitzender des Volkswirtschaftsrates (jusqu'au 23 décembre 1965)            | Erich Markowitsch Hans Wittik | SED                                   |                                                                               |       |
| Stellvertretender Vorsitzender des Volkswirtschaftsrates (du 23 avril 1964 au 23 décembre 1965)        | Erich Pasold | SED                                   |                                                                               |       |
| Construction                                                                                           | Wolfgang Junker | SED                                   |                                                                               |       |
| Commerce et Approvisionnements                                                                         | Gerhard Lucht Günter Sieber à partir du 25 mars 1965 | SED                                   |                                                                               |       |
| Commerce extérieur                                                                                     | Julius Balkow (jusqu'au 25 mars 1965) Horst Sölle (de) | SED                                   | Wolfgang Rauchfuß (de) (jusque 1965) Horst Sölle (de) (jusqu'au 25 mars 1965) | SED   |
| Santé                                                                                                  | Max Sefrin | CDU                                   |                                                                               |       |
| Justice                                                                                                | Hilde Benjamin | SED                                   |                                                                               |       |
| Postes et Télécommunications                                                                           | Rudolph Schulze | CDU                                   |                                                                               |       |
| Transports                                                                                             | Erwin Kramer | SED                                   | Helmut Scholz                                                                 |       |
| Vorsitzender des Landwirtschaftsrates                                                                  | Georg Ewald | SED                                   |                                                                               |       |
| Erster Stellvertretender Vorsitzender des Landwirtschaftsrates                                         | Heinz Kuhrig | SED                                   |                                                                               |       |
| Stellvertretender Vorsitzender des Landwirtschaftsrates                                                | Hans Reichelt | DBD                                   |                                                                               |       |
| Vorsitzender des Komitees für Erfassung und Aufkauf landwirtschaftlicher Erzeugnisse                   | Helmuth Koch | SED                                   |                                                                               |       |
| Vorsitzender des Komitess der Arbeiter-und Bauern-Inspektion                                           | Heinz Matthes | SED                                   |                                                                               |       |
| Sécurité d'État                                                                                        | Erich Mielke | SED                                   |                                                                               |       |
| Secrétaire d'État à l'Enseignement supérieur et technique                                              | Ernst-Joachim Gießmann | SED                                   |                                                                               |       |
| Staatssekretär für Forschung und Technik                                                               | Herbert Weiz | SED                                   |                                                                               |       |
| Leiter des Amtes für Anleitung und Kontrolle der Bezirksräte per Ministerratsbeschluß vom 28. Mai 1964 | Kurt Seibt jusqu'au 23 décembre 1965 Fritz Scharfenstein | SED                                   |                                                                               |       |
| Leiter der Staatlichen Zentralverwaltung für Statistik                                                 | Arno Donda | SED                                   |                                                                               |       |

### Remaniement du 23 décembre 1965
| Grundstoffindustrie                            | Klaus Siebold (de)                                      | SED |
| Erzbergbau und Metallurgie                     | Kurt Fichtner (de)                                      | SED |
| Industrie chimique                             | Siegbert Löschau jusqu'au 5 mai 1966 Günther Wyschofsky | SED |
| Électrotechnique et Électronique               | Otfried Steger (de)                                     | SED |
| Schwermaschinen und Anlagenbau                 | Gerhard Zimmermann                                      | SED |
| Verarbeitungsmaschnen und Fahrzeugbau          | Rudi Georgi                                             | SED |
| Industrie légère                               | Johann Wittik                                           | SED |
| Bezirksgeleitete und Lebensmittelindustrie     | Erhard Krack                                            | SED |
| Materialwirtschaft                             | Alfred Neumann                                          | SED |
| Chef du bureau du Travail et des Salaires      | Helmut Geyer                                            | SED |
| Chef du bureau de la Formation professionnelle | Erich Markowitsch                                       | SED |
| Leiter des Preisamtes beim Ministerrat         | Walter Halbritter                                       | SED |

## Sources
- (de) Cet article est partiellement ou en totalité issu de l’article de Wikipédia en allemand intitulé « Ministerrat der DDR (1963–1967) » (voir la liste des auteurs).